# Ponte Gustave-Flaubert

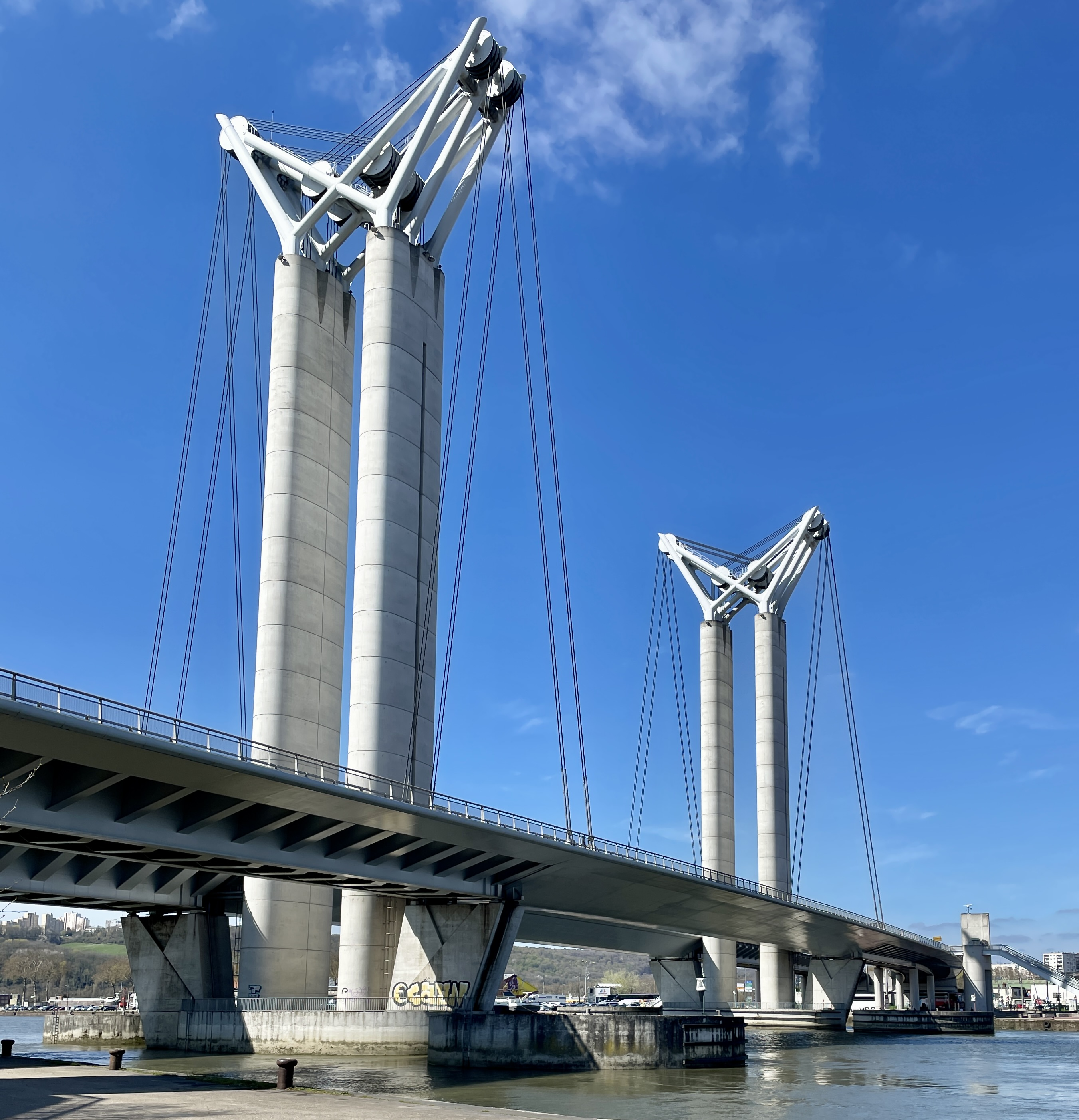
A ponte Gustave-Flaubert vista da margem esquerda do Sena em Rouen.

A Ponte Gustave-Flaubert (Pont Gustave-Flaubert) é uma ponte móvel de elevação vertical sobre o rio Sena, na cidade de Rouen, Haute-Normandie, na França. É considerada a maior ponte deste tipo na Europa. Foi inaugurada em 2008. Estima-se que tenham sido gastos mais de 60 milhões de euros na sua construção. Seu nome é uma homenagem ao escritor Gustave Flaubert, nascido na cidade.